# 2006年羅傑·費德勒網球賽季
2006年，費德勒第二次在他的生涯摘下三座大滿貫單打錦標（澳網、溫網、美網），並且繼1969年拉沃之後首位闖進四大滿貫決賽的第一人，在澳網進入決賽後，以5-7, 7-5, 6-0, 6-2逆轉擊敗當屆黑馬巴格达蒂斯，拿下第二座冠軍與第七座大滿貫，法網首度進入決賽後，以6-1, 1-6, 4-6, 64-7四盤不敵納達爾，在溫網進入決賽後，以6-0, 7-65, 62-7, 6-3逆轉擊敗首度闖入決賽的納達爾而衛冕成功，拿下第四座冠軍與第八座大滿貫，在美網進入決賽後，以6-2, 4-6, 7-5, 6-1四盤擊敗2003年美網前冠軍的地主球員羅迪克而衛冕成功，拿下第三座冠軍與第九座大滿貫。另外，費德勒拿下6座ATP單打冠軍，4座大師賽冠軍（印第安維爾斯、邁阿密、辛辛那提、馬德里硬地賽事）、一座東京500賽冠軍，網球大師盃進入決賽後，以6-0, 6-3, 6-4直落三盤擊敗美國球員詹姆斯·布莱克，拿下第三座冠軍。

## 摘要
- 2006年1月29日，第二次摘下澳洲網球公開賽男子單打冠軍，也是其個人生涯連續在三個大滿貫單打比賽中奪標。
- 在同年的杜拜Duty Free男子賽決賽中，以盤數1-2（比分：6-2, 4-6, 4-6），負於宿敵西班牙球員拿度，宣告無緣這項賽事四連霸，亦是今年的首場單打敗仗。
- 同年3月19日，連續第三年奪得太平洋生命公開賽(印第安泉大師賽)男單冠軍，也是這項比賽首位男子單打三連冠。
- 同年4月2日，衛冕邁阿密舉行的納斯達克100公開賽男單冠軍，也是首位連續2年奪得印第安泉和邁阿密2站大師賽男子單打冠軍的球員。
- 在蒙地卡羅和羅馬2站紅土大師賽均殺入男單決賽，均負於宿敵兼衛冕冠軍西班牙球員拿度奪得亞軍。
  - （按：今年首四站大師賽均殺入決賽。）
- 首次打入法國網球公開賽男單決賽，負於宿敵兼衛冕冠軍西班牙球員拿度奪得亞軍，亦是2006年第四度在決賽中負於拿度。

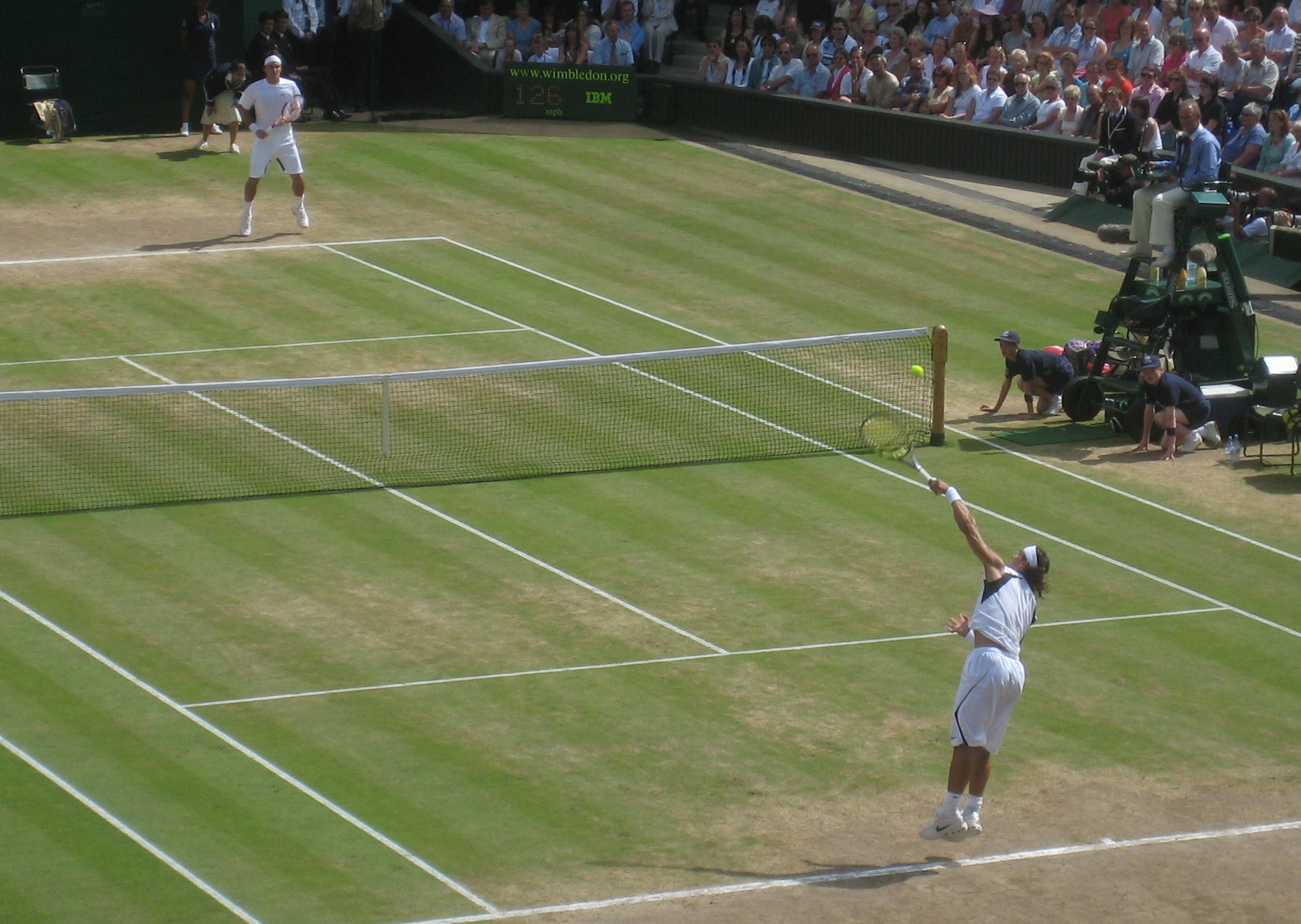
費德勒在2006年溫布頓完成四連霸偉業

- 在温布尔登網球錦標賽，费德勒的簽表被認為嚴峻，在晉級過程中遇上三位曾因擊敗他而一舉成名的小將（加斯凯、貝迪治、安契奇）、老宿敵發球上網高手亨曼（早年是费德勒的剋星）、Nicolas Mahut（2000年温布尔登青年組男單冠軍）和瑞典發球上網名將比約克曼，仍以大熱門姿態殺入決賽；決賽面對今年四度在男單決賽中擊敗過自己的剋星拿度，最終以盤數3-1擊敗宿敵拿度，奪得冠軍，實現温布尔登四連冠，亦是該年首次擊敗對手。
- 2006年連續進入11個ATP巡迴賽單打決賽。
- 8月13日，费德勒奪得生涯第40個ATP巡迴賽單打冠軍 - 加拿大多倫多大師賽。
- 8月16日，费德勒於2006年辛辛那堤大師賽男單第二輪，以比分5-7, 4-6敗於英國（蘇格蘭）小將穆雷，宣告衛冕失敗。

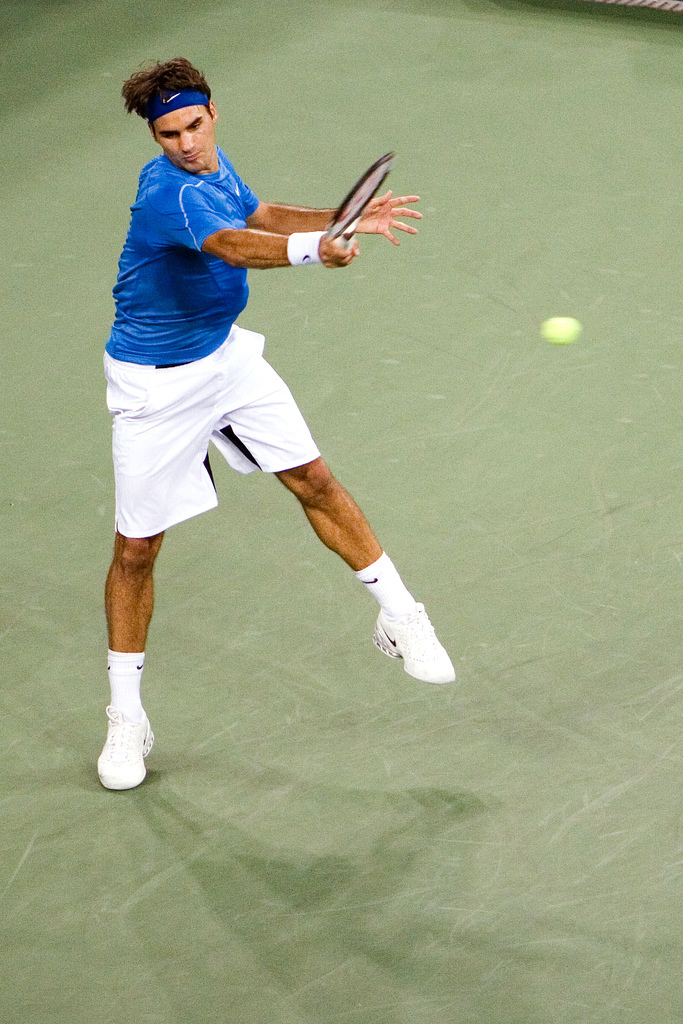
費徳勒在2006年美國公開賽完成三連霸偉業

- 此役是费德勒2年多以來，首度被直落盤數擊敗（Straight Sets Defeat），北美及美國硬地連勝紀錄終止。
- 9月10日，费德勒擊敗前世界一哥羅迪克，連續第三年奪得美國網球公開賽男子單打冠軍。
- 10月7日，费德勒首次參賽在AIG日本公開賽男單即進入決賽，決賽中擊敗了個人早年剋星亨曼奪得冠軍，並首次在兩者對賽成績中領先(7-6)，這亦是其個人涯的第42個ATP男單冠軍，與瑞典名宿埃德贝里的ATP男單冠軍數目持平。
- 10月21日，费德勒在馬德里大師賽男單四強，以6-4, 6-0擊敗另一個人早年剋星纳尔班迪安，並首次在兩者對賽成績中領先(7-6)，這亦是其個人首次打入馬德里大師賽男單決賽，並在10月22日的決賽中以7-5, 6-1, 6-0擊敗雅典奧運會男單銅牌得主智利球員费尔南多·冈萨雷斯而奪標，成為首位連續第3年奪得每年至少10項男單錦標的球員。
- 10月29日，费德勒在其家鄉巴塞爾舉行的大衛杜夫瑞士室內賽男單決賽中，擊敗衛冕冠軍费尔南多·冈萨雷斯首奪錦標。這亦是其個人涯的第44個ATP男單冠軍，與奧地利泥地王穆斯特的ATP男單冠軍數目持平。
- 11月18日，费德勒在上海大師盃，以6-4,7-5擊敗宿敵拿度，使兩者對賽成績追至3-6，並在11月19日的決賽中以6-0, 6-3, 6-4戰勝美國球員布莱克重奪大師盃冠軍，這亦是费德勒在中國的首個ATP比賽冠軍。

### 比賽

#### 大滿貫單打比賽
| 年度 | 賽事 | 輪 | 結果   | 對手              | 比分                    |
| ---- | ---- | -- | ------ | ----------------- | ----------------------- |
| 2006 | 澳網 | 1R | 勝     | 丹尼斯·伊斯托明   | 6-2, 6-3, 6-2           |
| 2006 | 澳網 | 2R | 勝     | 佛羅里恩·梅爾     | 6-1, 6-4, 6-0           |
| 2006 | 澳網 | 3R | 勝     | 馬克斯·米爾內     | 6-3, 6-4, 6-3           |
| 2006 | 澳網 | 4R | 勝     | 托米·哈斯         | 6-4, 6-0, 3-6, 4-6, 6-2 |
| 2006 | 澳網 | QF | 勝     | 尼古莱·达维登科   | 6-4, 3-6, 7-67, 7-65    |
| 2006 | 澳網 | SF | 勝     | 尼古拉斯·基弗     | 6-3, 5-7, 6-0, 6-2      |
| 2006 | 澳網 | F  | 勝 (7) | 马科斯·巴格达蒂斯 | 5-7, 7-5, 6-0, 6-2      |
| 2006 | 法網 | 1R | 勝     | 迪亞哥·哈特菲爾德 | 7-5, 7-62, 6-2          |
| 2006 | 法網 | 2R | 勝     | 亞歷杭德羅·法亞   | 6-1, 6-4, 6-3           |
| 2006 | 法網 | 3R | 勝     | 尼古拉斯·马苏     | 6-1, 6-2, 64-7, 7-5     |
| 2006 | 法網 | 4R | 勝     | 托馬什·貝爾迪赫   | 6-3, 6-2, 6-3           |
| 2006 | 法網 | QF | 勝     | 马里奥·安契奇     | 6-4, 6-3, 6-4           |
| 2006 | 法網 | SF | 勝     | 大卫·纳尔班迪安   | 3-6, 6-4, 5-2 退賽      |
| 2006 | 法網 | F  | 負     | 拉斐爾·拿度       | 1-6, 6-1, 6-4, 7-64     |
| 2006 | 溫網 | 1R | 勝     | 里夏爾·加斯凱     | 6-3, 6-2, 6-2           |
| 2006 | 溫網 | 2R | 勝     | 蒂姆·亨曼         | 6-4, 6-0, 6-2           |
| 2006 | 溫網 | 3R | 勝     | 尼古拉·馬俞       | 6-3, 7-62, 6-4          |
| 2006 | 溫網 | 4R | 勝     | 托馬什·貝爾迪赫   | 6-3, 6-3, 6-4           |
| 2006 | 溫網 | QF | 勝     | 马里奥·安契奇     | 6-4, 6-4, 6-4           |
| 2006 | 溫網 | SF | 勝     | 約納斯·比約克曼   | 6-2, 6-0, 6-2           |
| 2006 | 溫網 | F  | 勝 (8) | 拉斐爾·拿度       | 6-0, 7-65, 62-7, 6-3    |
| 2006 | 美網 | 1R | 勝     | 王宇佐            | 6-4, 6-1, 6-0           |
| 2006 | 美網 | 2R | 勝     | 蒂姆·亨曼         | 6-3, 6-4, 7-5           |
| 2006 | 美網 | 3R | 勝     | 文斯·斯佩迪亞     | 6-3, 6-3, 6-0           |
| 2006 | 美網 | 4R | 勝     | 馬克·吉克爾       | 6-3, 7-62, 6-3          |
| 2006 | 美網 | QF | 勝     | 詹姆斯·布雷克     | 7-67, 6-0, 69-7, 6-4    |
| 2006 | 美網 | SF | 勝     | 尼古莱·达维登科   | 6-1, 7-5, 6-4           |
| 2006 | 美網 | F  | 勝 (9) | 安迪·羅迪克       | 6-2, 4-6, 7-5, 6-1      |

## 參看
- 羅傑·費德勒
- 羅傑·費德勒生涯統計
- 2006年澳大利亚网球公开赛
- 2006年温布尔登网球锦标赛
- 2006年美国网球公开赛

## 外部連結
- ATP世界巡迴賽 > 選手 > 羅傑·費德勒 > 比賽動態 > 2006